# گروه اینترتراست
گروه اینترتراست (انگلیسی: Intertrust Group) یک شرکت خدمات حرفه‌ای هلندی است؛ که در سال ۱۹۵۲ تأسیس شد.